# レアブア・ジョナサン
ジョセフ・レアブア・ジョナサン（Joseph Leabua Jonathan、1914年10月30日 - 1987年4月5日）は、レソトの政治家。英領バストランド時代より通算で数えて第2代目の同国首相であり、初代首相セクホンヤナ・ネヘミア・マセリバネの後に選ばれて1965年から1986年まで首相を務めた。

## 経歴
ジョナサンはイギリスの植民地だったバストランドのフロツェ（別名：レリベ）にて地方首長の子として生まれた。彼は一夫多妻だったレソト初代国王モショエショエ1世のひ孫の一人だった。ジョナサンはブラクパンの鉱山で監督官として働いていたが、彼は首長の一人だったため、やがて1937年に英国保護領バソトランドに戻ってラコロの地方政府に参加し、バソトランドからロンドンへと送られた自治政府代表団の一人にも選ばれた。
ジョナサンはカトリックへと改宗し、1957年にバソトランド国民党（独立後にバソト国民党に改称）を設立した。ジョナサンは1960年の選挙では4位で当選したものの、1965年4月の選挙では国民党は失速し、ジョナサンも落選したため、首相の座は同党のセクホンヤナ・ネヘミア・マセリバネのものとなった。ジョナサンはのちに立候補して当選し、1965年7月7日に首相に就任した。
ジョナサンの政策は保守を基本としており、アパルトヘイトには当初強く反対はしていなかった。このため、周囲を取り囲む強大な隣国である南アフリカ共和国の首相、ヘンドリック・フルウールトとバルタザール・フォルスターからジョナサンは支援を受けることができた。ジョナサンは南アフリカの黒人解放組織であるパンアフリカニスト会議とアフリカ民族会議に敵対的であり、これらの党の支援を受けている国内野党のバソトランド会議党とマレマトロウ自由党にも敵対的だった。
1970年の選挙でバソト国民党が敗北を喫すると、ジョナサンは選挙結果を無効とし野党を禁止して独裁を開始した。バソトランド会議党の党首ヌツ・モヘレを始めとする野党首脳は亡命を余儀なくされ、国王モショエショエ2世も1967年1月以降自宅軟禁下に置かれ、ついでオランダに、さらにイギリスへと追放された。
これらの政策のため国内が不安定になると、ジョナサンは国民感情に従って南アフリカのアパルトヘイトに反対を唱え始め、アフリカ民族会議と友好関係を結ぶようになった。これに対し、南アフリカ政府はレソト解放軍という反政府組織を結成させ、レソトに攻撃を加えた。また経済制裁やアフリカ民族会議の拠点の越境攻撃などでレソトに圧力をかけ続けた。
1986年1月20日、ジャスティン・レハンヤのクーデターによってジョナサンは失脚し、8月には自宅軟禁下に置かれ、1987年4月5日に心臓発作で死亡した。